# Xarxa transeuropea de transport

Mapa de la xarxa

La xarxa transeuropea de transport (XTE-T; en anglès: TEN-T) és un conjunt de vies de transport europees, existents o planificades, d'acord amb allò decidit a la Comissió Europea des del 1996, des del Tractat de Maastricht, de contribuir a la integració europea a partir de les infraestructures i els serveis de transport.

## Història legal
Les directrius XTE-T van ser adoptades el 23 de juliol de 1996 (Decisió 1692/96/CE del Parlament i del Consell sobre directrius comunitàries per al desenvolupament d'una xarxa transeuropea de transport). La Decisió 1692/96/CE recollia els catorze projectes considerats prioritaris en el Consell Europeu de Hessen el 1994, que haurien d'haver estat completats per al 2010, i que incloïen el tren d'alta velocitat sud Madrid-Barcelona-Perpinyà-Montpeller Montpeller i Madrid-Vitòria-Dacs (projecte 3). En el Llibre blanc dels transports de 2001, la Comissió Europea va proposar una revisió de les orientacions i l'abril de 2004 es va aprovar la Decisió 884/2004/CE, que modificava les orientacions comunitàries i va donar llum verda a una llista de 30 projectes prioritaris per desenvolupar les XTE-T, en què s'estructuren actualment (amb el compromís inicial de finalitzar-los l'any 2020). Tanmateix, i des que el 2011 la Comissió va adoptar una Proposta de reglament del Parlament Europeu i del Consell, que ha suposat una reforma de la política, vigent des de l'1 de gener de 2014.
La Proposta de reforma actual de les XTE-T s'estructura en dues subxarxes, una de prioritària i multimodal entre els principals nodes urbans, portuaris, aeroportuaris i logístics de la Unió, que caldria enllestir el 2030 (anomenada xarxa bàsica o principal) i una altra d'inclusiva per retre accessibles totes les regions europees, a completar fins al 2050. En aquesta Proposta, per primer cop, s'hi recull la totalitat del Corredor Mediterrani, des d'Algesires fins a la frontera entre Hongria i Ucraïna.
El 12 de desembre de 2018, el Parlament Europeu aprovà la inclusió de l'eix Cantàbric-Mediterrani.
El 2019, la Generalitat Valenciana cedí terreny per a constituir el node de la Xarxa, la Terminal Intermodal i Logística de València Fuente San Luis.

## Què forma part de la XTE-T
La Xarxa central o principal de la XTE-T està formada per 94 ports, 15.000 km de línies ferroviàries i moltes carreteres. Aquestes vies formen part de nou corredors que combinen tres modes de transport, enllacen tres estats membres de la Unió Europea i tenen dos seccions que creuen fronteres.
Corredors:
- Corredor Mediterrani: Enllaça la Península Ibèrica amb la frontera entre Hongria i Ucraïna.
- Corredor Atlàntic: Enllaça l'oest de la Península Ibèrica amb Estrasburg.
- Corredor Mar Nord-Mediterrani: Enllaça Irlanda, el Nord del Regne Unit i Benelux (al sud de França).[1]